# فيلي كلانسي
فيلي كلانسي (بالإنجليزية: Willie Clancy) هو موسيقي أيرلندي، ولد في 24 ديسمبر 1918 في Milltown Malbay ‏ في جمهورية أيرلندا، وتوفي في 24 يناير 1973 في غالواي في جمهورية أيرلندا.

## وصلات خارجية
- فيلي كلانسي على موقع ميوزك برينز (الإنجليزية)
- فيلي كلانسي على موقع ديسكوغز (الإنجليزية)